# Luigi Illica
Luigi Illica (n. 9 mai 1857 – d. 16 decembrie 1919) a fost un libretist italian, care a scris librete mai ales pentru operele lui Giacomo Puccini (de obicei cu Giuseppe Giacosa), dar și pentru operele lui Alfredo Catalani, Umberto Giordano, Baron Alberto Franchetti, precum și pentru alți compozitori italieni.  Cele mai cunoscute librete ale lui Illica a fost scrise pentru operele La bohème, Tosca, Madama Butterfly și Andrea Chénier.

## Scurtă biografie
Illica s-a născut în localitatea Castell'Arquato. Viața sa personală pare a fi imitat libretele sale sau poate, mai degrabă, libretistul italian a prelucrat multe din întâmplările vieții sale în opera sa scrisă pentru teatrul liric.
Într-un duel personal, declanșat de o întâmplare amoroasă, Illica și-a pierdut urechea dreaptă; motiv pentru care ulterior se va fotografia întotdeauna cu capul ușor întors în partea opusă.
În perioada filmului mut, când se proiectau filme bazate pe operele în care Illica scrisese partea dramatică, numele libretistului apărea cu litere pronunțat mari, ca un avertisment pentru public și orchestrele acompaniatoare ale acelor filme. Distribuitorii acelor filme puteau garanta doar că i se va da creditul cuvenit, dar nu și faptul ca filmele sale să fie acompaniate de muzica compozitorului corespunzător.

## Librete
Datele indicate sunt cele pentru scrierea acestor librete.
| - Vasalul lui Szegith (compozitor, Antonio Smareglia, 1884) - La Wally (compozitor, Alfredo Catalani, 1892) - Cristoforo Colombo (compozitor, Alberto Franchetti, 1892) - Manon Lescaut (Giaccomo Puccini, 1893) - Cornelius Schütt (compozitor, Antonio Smareglia, 1893) - Martirul (compozitor Spyridon Samaras, 1894) - Nozze istriane (Smareglia, 1895) - La Bohème (Puccini, 1896) - Andrea Chénier (compozitor, Umberto Giordano, 1896) | - Iris ((compozitor, Pietro Mascagni, 1898) - Tosca ((compozitor, Puccini, 1900) - Anton (compozitor, Cesare Galeotti, 1900) - Medioevo Latino (compozitor, Ettore Panizza, 1900) - Le maschere (compozitor, Mascagni, 1901) - Il cuore della fanciulla (compozitor, Crescenzo Buongiorno, 1901) - Lorenza (compozitor, Edoardo Mascheroni, 1901) - Germania (Franchetti, 1902) - Nadeya (compozitor, Cesare Rossi, 1903) - Siberia (compozitor, Giordano, 1903) | - Madama Butterfly (compozitor, Puccini, 1904) - Cassandra (compozitor, Vittorio Gnecchi, 1905) - Tess (compozitor, Frédéric Baron d’Erlanger, 1906) - Aurora (compozitor, Panizza, 1908) - Il principe Zilah (compozitor, Franco Alfano, 1909) - Hellera (compozitor, Italo Montemezzi, 1909) - La Perugina (compozitor, Edoardo Mascheroni, 1909) - Isabeau (Mascagni, 1911) - Giova a Pompei (compozitori, Alberto Franchetti & Umberto Giordano, 1921) |

## Note

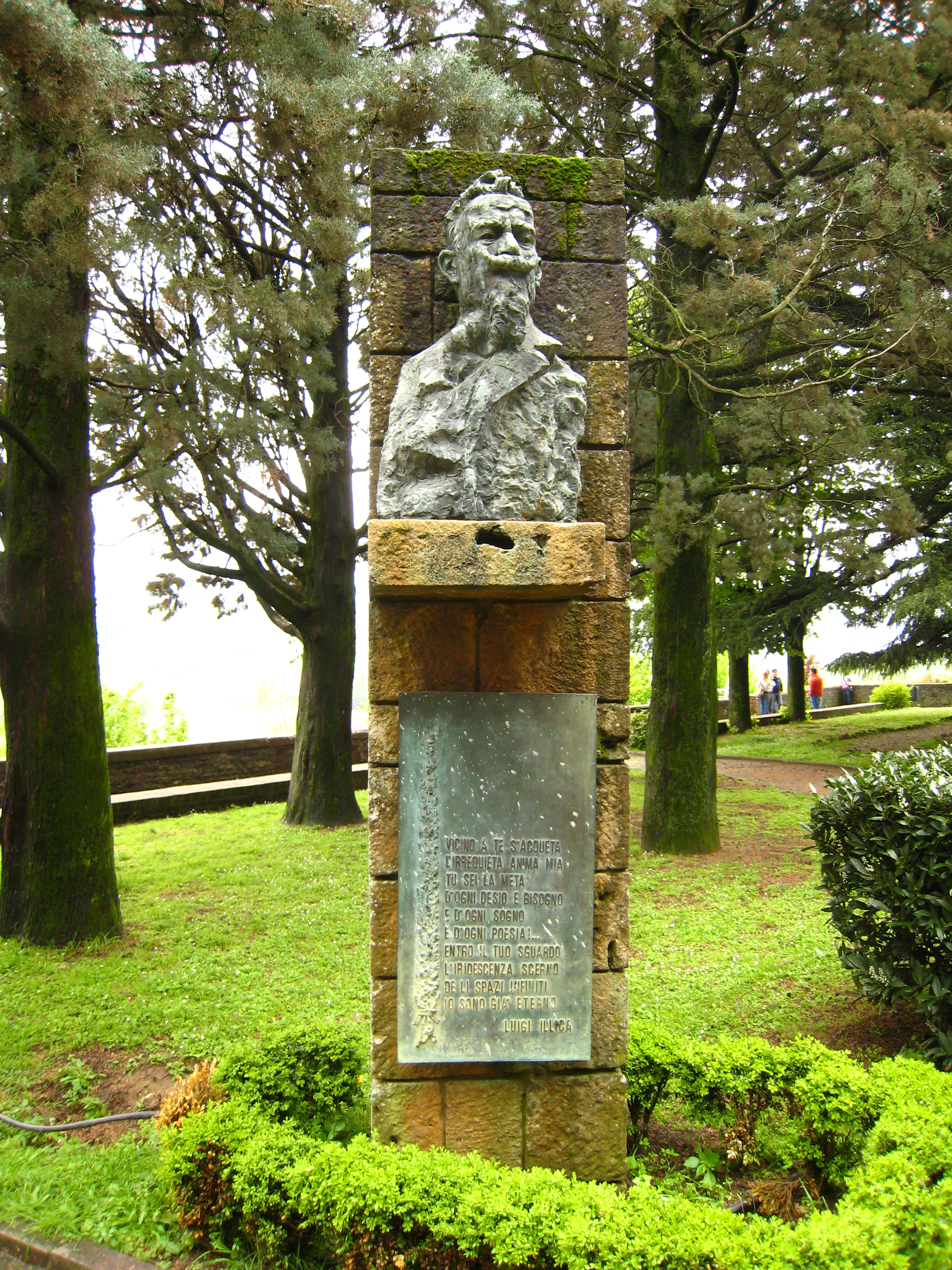
Bust al lui Luigi Illica în localitatea nașterii sale, Castell'Arquato